# Warren Gard

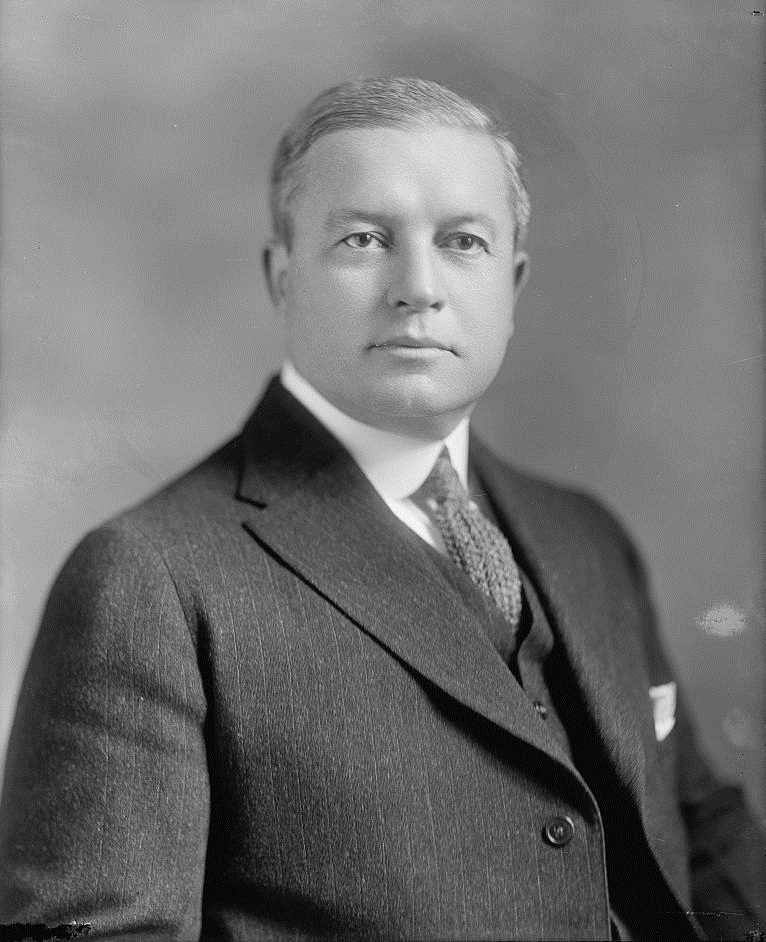
Warren Gard

Warren Gard (* 2. Juli 1873 in Hamilton, Ohio; † 1. November 1929 ebenda) war ein US-amerikanischer Politiker. Zwischen 1913 und 1921 vertrat er den Bundesstaat Ohio im US-Repräsentantenhaus.

## Werdegang
Warren Gard besuchte die öffentlichen Schulen seiner Heimat. Nach einem anschließenden Jurastudium an der Cincinnati Law School und seiner 1894 erfolgten Zulassung als Rechtsanwalt begann er in Hamilton in diesem Beruf zu arbeiten. Zwischen 1898 und 1903 war er Staatsanwalt im Butler County; von 1907 bis 1912 war er als Berufungsrichter tätig. Politisch war er Mitglied der Demokratischen Partei.
Bei den Kongresswahlen des Jahres 1912 wurde Gard im dritten Wahlbezirk von Ohio in das US-Repräsentantenhaus in Washington, D.C. gewählt, wo er am 4. März 1913 die Nachfolge von James M. Cox antrat. Nach drei Wiederwahlen konnte er bis zum 3. März 1921 vier Legislaturperioden im Kongress absolvieren. In diese Zeit fiel der Erste Weltkrieg. Außerdem wurden damals der 16., der 17., der 18. und der 19. Verfassungszusatz ratifiziert.
Zeitweise war Gard Mitglied des Justizausschusses. Im Jahr 1920 verzichtete er auf eine weitere Kandidatur. Nach dem Ende seiner Zeit im US-Repräsentantenhaus praktizierte er wieder als Anwalt. Im Jahr 1922 bewarb er sich erfolglos um die Rückkehr in den Kongress. Warren Gard starb am 1. November 1929 in Hamilton, wo er auch beigesetzt wurde.